# ニヤ鎮

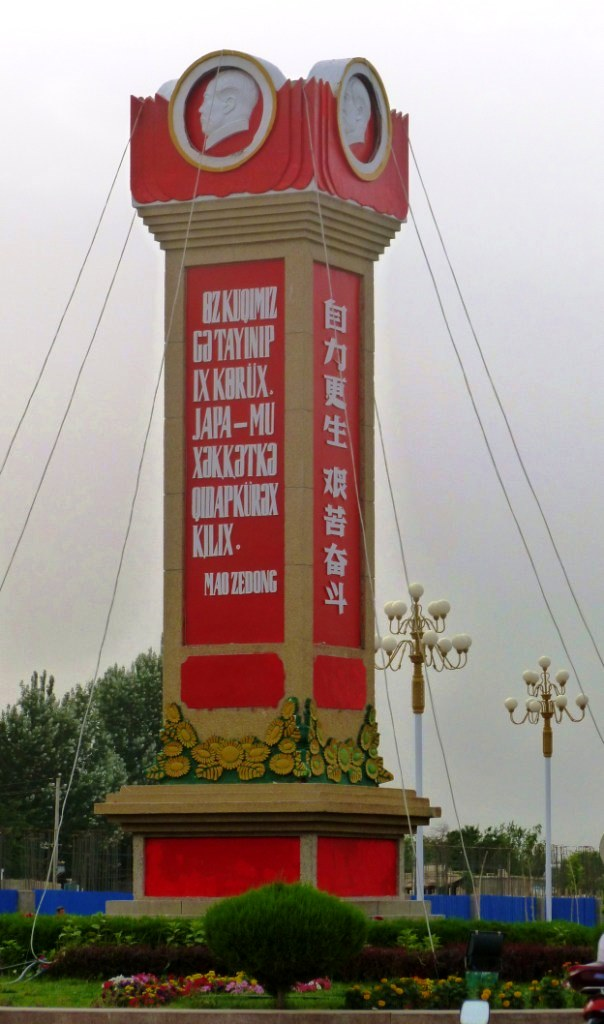
ニヤ鎮の広場にある記念塔

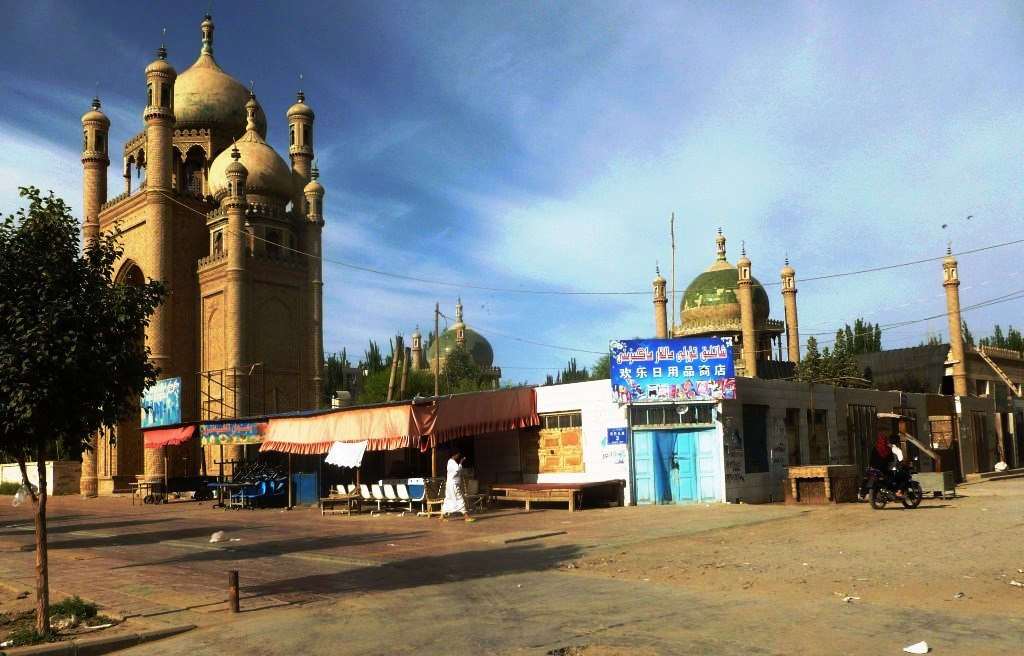
ニヤ鎮の新・旧モスク

ニヤ鎮（中国語: 尼雅镇）は中国新疆ウイグル自治区民豊県の中心の町（鎮）で、タクラマカン砂漠の南側にあるオアシスで、北は崑崙山脈である（北緯37度03分 東経82度41分 / 北緯37.050度 東経82.683度座標: 北緯37度03分 東経82度41分 / 北緯37.050度 東経82.683度）。近くをニヤ川が流れている。

## 交通
町中をG315国道（西域南道）通っていて、東にはケリヤ県（于田県）のケリヤ鎮、西にはチャルチャン県（且末県）のチェルチャン（且末鎮）がある。タクラマカン砂漠公路も、北から町へ通じている。

## 行政区画
ニヤ鎮は博斯坦路社区、買迪尼也提路社区、索達路社区、蘭帕村、甫々克村に分かれている。

## 観光
町の近くにニヤ遺跡がある。